# Harry Wikström
Harry Johannes Wikström, född 31 oktober 1913 i Lövånger, Västerbottens län, död 9 juli 1987 i Lidingö, var en svensk generaldirektör.

## Biografi
Wikström blev juris kandidat 1941, genomförde tingstjänstgöring 1941–1944 och verkade i Svea hovrätt 1944–1945. Han var sekreterare i Sveriges Lantbruksförbund och chef för dess sekretariat och juridiska avdelning 1945–1952, byråchef vid Jordbruksdepartementet 1953, statssekreterare där 1957–1962 samt generaldirektör och chef för Rikets allmänna kartverk 1962–1974. Han blev ledamot av Krigsvetenskapsakademien 1971. Wikström är gravsatt i minneslunden på Lidingö kyrkogård.

## Utmärkelser
- Kommendör med stora korset av Nordstjärneorden, 3 december 1974.[1]